# Gwon Yul
Gwon Yul (1537-1599) fue un general coreano durante la dinastía Joseon. Gwon Yul además dirigió a las tropas coreanas durante la Batalla de Haengju, parte de las invasiones japonesas a Corea.

## Primeros años
Como miembro del clan Gwon, Yul era descendiente de oficiales de alto rango del gobierno. Su padre, Gwon Cheol, fue Primer Ministro de la corte Joseon. Gwon no entró en asuntos políticos o militares sino hasta que cumplió los 46 años de edad y no fue sino hasta la guerra contra Japón en que adquirió fama.

## Guerra Imjin
Durante la invasión japonesa, Gwon reunió alrededor de 1.000 milicianos cerca de la ciudad de Namwon y se dirigió hacia Seúl para unirse al ejército principal. Yi Gwang perdió frente a las tropas invasoras pero Gwon marchó con sus elementos hacia Ichi donde derrotó a las fuerzas bajo el mando de Kobayakawa Takakage, con lo que pudieron recuperar la provincia de Jeolla.
El gobierno Joseon reconoció su heroísmo por lo que fue nombrado gobernador de la provincia al siguiente año.
Después de la guerra con Japón, Gwon se retiró de todos sus cargos y murió en julio de 1599. Es reconocido en la historia de Corea como uno de sus militares más exitosos y patrióticos.